# Dżarada (Syria)
Dżarada – wieś w Syrii, w muhafazie Idlib. W 2004 roku liczyła 837 mieszkańców.